# キナ酸/シキミ酸デヒドロゲナーゼ
キナ酸/シキミ酸デヒドロゲナーゼ（quinate/shikimate dehydrogenase, YdiB）は、次の化学反応を触媒する酸化還元酵素である。
(1) L-キナ酸 + NAD(P)+ {\displaystyle \rightleftharpoons } 3-デヒドロキナ酸 + NAD(P)H + H+
(2) シキミ酸 + NAD(P)+ {\displaystyle \rightleftharpoons } 3-デヒドロシキミ酸 + NAD(P)H + H+
すなわち、この酵素の基質はL-キナ酸またはシキミ酸とNAD+またはNADP+、生成物は3-デヒドロキナ酸または3-デヒドロシキミ酸とNADHまたはNADPHとH+である。
組織名はL-quinate:NAD(P)+ 3-oxidoreductaseである。